# Liste der Baudenkmäler in Eglfing

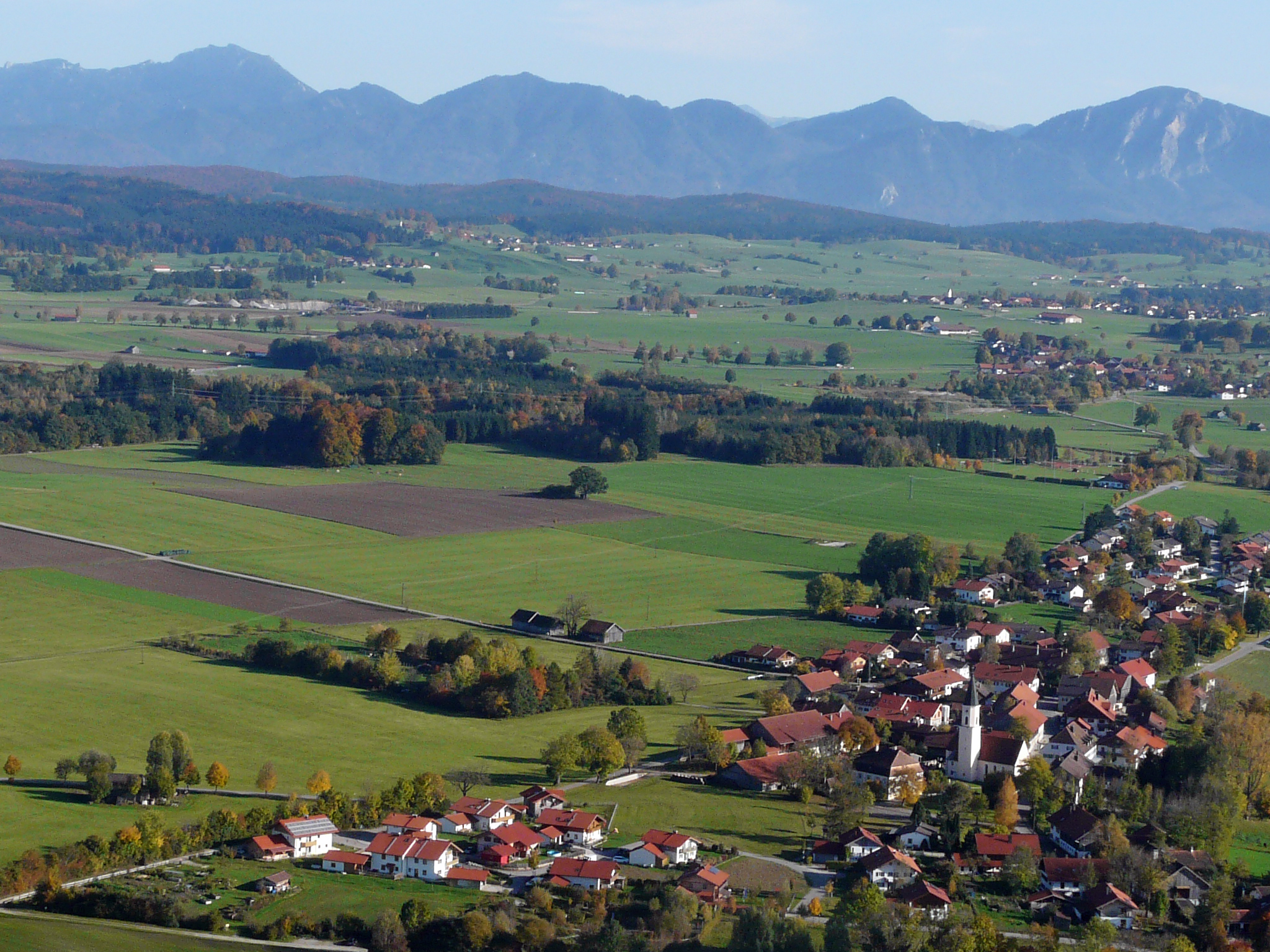
Blick auf Obereglfing

Auf dieser Seite sind die Baudenkmäler in der oberbayerischen Gemeinde Eglfing zusammengestellt. Diese Tabelle ist eine Teilliste der Liste der Baudenkmäler in Bayern. Grundlage ist die Bayerische Denkmalliste, die auf Basis des Bayerischen Denkmalschutzgesetzes vom 1. Oktober 1973 erstmals erstellt wurde und seither durch das Bayerische Landesamt für Denkmalpflege geführt wird. Die folgenden Angaben ersetzen nicht die rechtsverbindliche Auskunft der Denkmalschutzbehörde.

## Baudenkmäler nach Ortsteilen

### Obereglfing
| Lage                      | Objekt                 | Beschreibung | Akten-Nr.             | Bild              |
| ------------------------- | ---------------------- | --- | --------------------- | ----------------- |
| Hauptstraße (Standort)    | Ehemaliger Dorfbrunnen | Becken aus Granit, bez. 1809 | D-1-90-121-21         | BW                |
| Hauptstraße 3 (Standort)  | Wegkreuz               | Holzkruzifix mit gusseisernem Corpus und Marienfigur, Ende 19. Jh. | D-1-90-121-22         | BW                |
| Hauptstraße 12 (Standort) | Wohnhaus               | Erbaut 1762, Fassadenmalerei 1771; mit ehemaliger Hauskapelle. | D-1-90-121-5 Wikidata | Wohnhaus          |
| Hauptstraße 17 (Standort) | Pfarrhaus              | Zweigeschossiger Mansard-Walmdachbau mit Lisenengliederung, erbaut 1800; zugehöriges Waschhaus, frühes 19. Jahrhundert. | D-1-90-121-4 Wikidata | Pfarrhaus         |
| Hauptstraße 19 (Standort) | Kirche St. Martin      | Katholische Pfarrkirche, im Kern spätgotischer Saalbau, nördlicher Flankenturm mit Spitzhelm, Barockisierung Mitte 18. Jahrhundert, Turm 1837 erhöht; mit Ausstattung; Teilabschnitt der Friedhofsmauer, Tuffsteinquader, 17./18. Jahrhundert. | D-1-90-121-1 Wikidata | Kirche St. Martin |
| Hauptstraße 20 (Standort) | Schulhaus              | Ehemaliges Schulhaus mit Halbwalm, bezeichnet mit dem Jahr 1796. | D-1-90-121-6 Wikidata | BW                |
| Hofgasse 3 (Standort)     | Roan                   | Bauernhaus mit Flachsatteldach, im Kern Mitte 18. Jahrhundert. | D-1-90-121-2 Wikidata | BW                |

### Tauting
| Lage                      | Objekt              | Beschreibung | Akten-Nr.             | Bild           |
| ------------------------- | ------------------- | --- | --------------------- | -------------- |
| Hardtstraße 3 (Standort)  | Obernacher          | Bauernhaus, Tuffquaderbau mit Traufbundwerk, bezeichnet mit dem Jahr 1822. | D-1-90-121-8 Wikidata | BW             |
| Kirchstraße 15 (Standort) | Kirche St. Benedikt | Katholische Filialkirche, spätgotischer Saalbau mit Polygonalchor, nördlichem Flankenturm, Vorzeichen und angefügter Sakristei, 1480/1550, Turmerhöhung und Zwiebelhaube Ende 17. Jahrhundert; mit Ausstattung. | D-1-90-121-7 Wikidata | weitere Bilder |

### Untereglfing
| Lage                    | Objekt               | Beschreibung | Akten-Nr.              | Bild           |
| ----------------------- | -------------------- | --- | ---------------------- | -------------- |
| Antlüßbühel (Standort)  | Feldstadel           | Rundholzblockbau mit Pultdach und einfachem Bundwerk, erstes Drittel 19. Jahrhundert. | D-1-90-121-19 Wikidata | weitere Bilder |
| Bachstraße 3 (Standort) | Bucklheiß            | Ehemaliges Bauernhaus mit Halbwalm, Tuffquaderbau, zweites Viertel 19. Jahrhundert geschnitzte Haustür, gegen 1850. - Zugehörig Backhäusl, Tuffquaderbau, gleichzeitig.                                                                        | D-1-90-121-14 Wikidata | Bucklheiß      |
| Talstraße 6 (Standort)  | Ehemaliger Bauernhof | zweigeschossiger Einfirsthof mit Satteldach und Widerkehr, Wohnteil als Blockbau und Ständer-Bohlen-Konstruktion errichtet, 18. Jahrhundert, mit Fassadenmalerei, 19. Jahrhundert, Wirtschaftsteil 1865, 1882 und 1933 erweitert und umgebaut. | D-1-90-121-23          | BW             |
| Talstraße 9 (Standort)  | Schwab               | Bauernhaus mit Putzgliederung, bezeichnet mit dem Jahr 1827; auf der Ostseite Inschrifttafel und geschnitzte, zweiflügelige Haustür. | D-1-90-121-15 Wikidata | Schwab         |
| Talstraße 15 (Standort) | Maler                | Wandmalereien auf der Giebelseite, 18./19. Jahrhundert. | D-1-90-121-16 Wikidata | BW             |
| Talstraße 18 (Standort) | St. Maria im Tal     | Katholische Filialkirche, Chor spätgotisch, Turm und Langhaus Ende 17. Jahrhundert; mit Ausstattung. - Kirchhofmauer aus Tuffquadern mit Deckplatten, wohl 18. Jahrhundert.                                                                    | D-1-90-121-12 Wikidata | weitere Bilder |
| Talstraße 19 (Standort) | Alter Wirt           | Gasthaus, stattlicher Bau mit Flachsatteldach, im Kern noch 18. Jahrhundert. | D-1-90-121-17 Wikidata | Alter Wirt     |
| Willing (Standort)      | Lourdeskapelle       | Lourdesgrotte, massive Nischenanlage in hölzernem Gehäuse, 1889/90 errichtet, 1925 an die heutige Stelle am Willing übertragen. | D-1-90-121-20 Wikidata | BW             |

## Ehemalige Baudenkmäler
In diesem Abschnitt sind Objekte aufgeführt, die früher einmal in der Denkmalliste eingetragen waren, jetzt aber nicht mehr. Objekte, die in anderem Zusammenhang – also z. B. als Teil eines Baudenkmals – weiter eingetragen sind, sollen hier nicht aufgeführt werden. Aktennummern in diesem Abschnitt sind ehemalige, jetzt nicht mehr gültige Aktennummern.

| Lage                             | Objekt  | Beschreibung                                           | Akten-Nr.              | Bild |
| -------------------------------- | ------- | ------------------------------------------------------ | ---------------------- | ---- |
| Tauting Benediktweg 2 (Standort) | Lindner | An der Südseite Traufbundwerk, Anfang 19. Jahrhundert. | D-1-90-121-10 Wikidata | BW   |
| Tauting Dorfstraße 7 (Standort)  | Draxler | An der Südseite Traufbundwerk, Anfang 19. Jahrhundert. | D-1-90-121-11 Wikidata | BW   |